# Пёстрый каменный дрозд
Пёстрый каменный дрозд (лат. Monticola saxatilis) — птица семейства мухоловковых (Muscicapidae).

## Описание

### Внешний вид

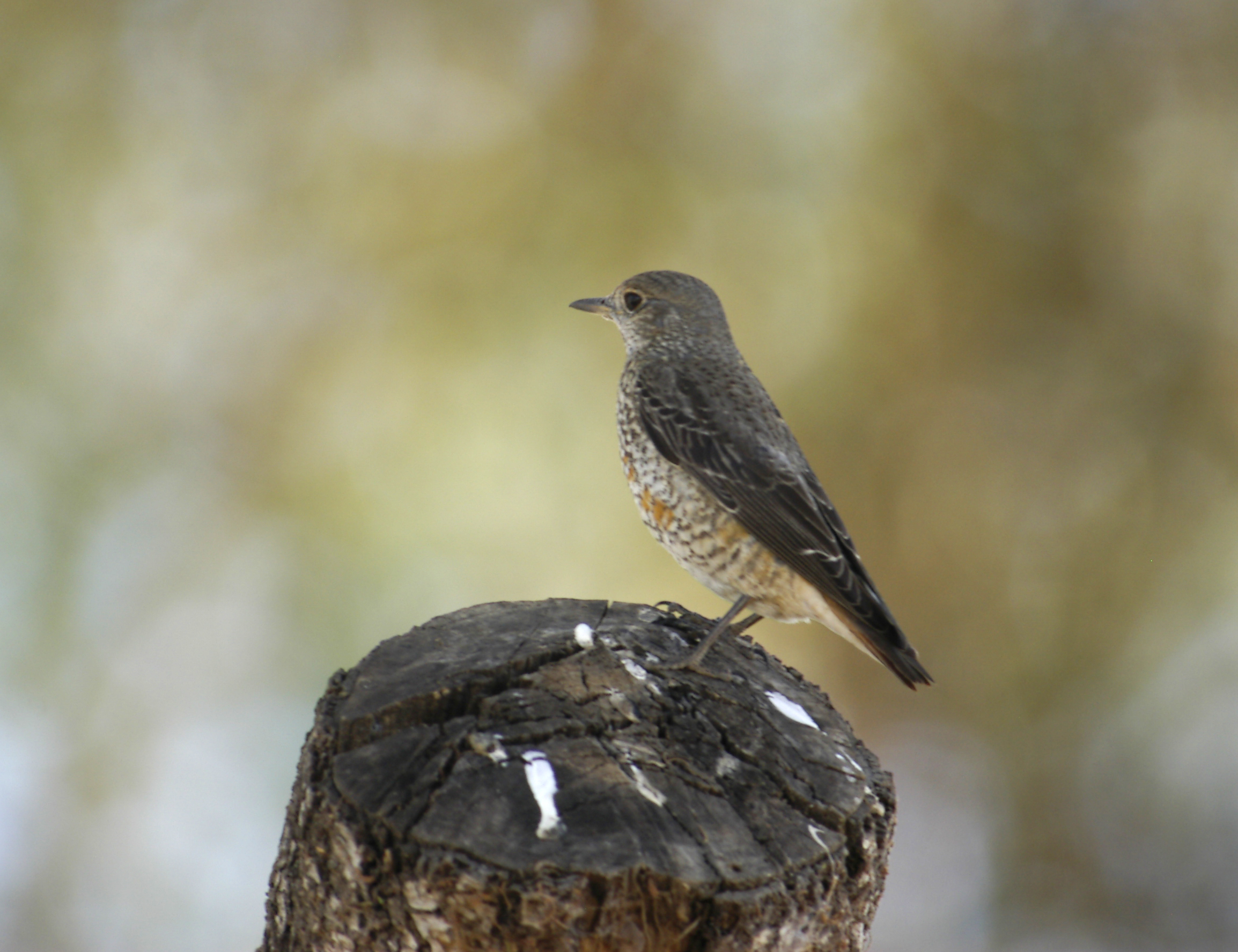
Самка пёстрого каменного дрозда

Пёстрый каменный дрозд похож на дроздовых, однако, у него более длинные крылья и более короткий хвост. Длиной 19 см этот вид несколько меньше, чем певчий дрозд. При возбуждении птицы подёргивают хвостом. Пестрый каменный дрозд хорошо узнается по пестрой расцветке оперения. У взрослого самца голова и шея голубые, надхвостье серовато-голубое, задняя часть спины белая, длинные кроющие хвоста рыжие. Крылья черные с беловатыми каемками перьев. Грудь, брюхо, подкрылья и подхвостье ржавчато-рыжие. Средняя пара рулевых бурая, у основания рыжая, остальные рулевые рыжие.
Взрослая самка имеет спинную сторону тела сероватую с голубым оттенком и с тёмными и светлыми пестринами. Горло с беловатым оттенком, остальной низ охристый с темными поперечными пестринами. У самок хвост ржаво-красного цвета. Птенцы похожи на самок, но более пятнистые. Клюв у обоих полов черный, ноги и радужная оболочка глаза бурые.

### Пение
Пение очень разнообразно и звучно, птицы перенимают строфы певчего дрозда, славок и ряда других когда-либо слышанных певцов. Нередко поет на лету, широко расправляя при этом хвост. Позыв похож на таканье дрозда «так… так», при тревоге издается свистящее «фюить», похожее на крик горихвостки.

## Распространение
Этот вид обитает на склонах гор, покрытых валунами, и горных районах до высоты 3 000 м в южной Европе. По горам от берегов Гибралтара почти до Желтого моря. Гнездится в северо-западной Африке, в Португалии и Испании, в Южной и Юго-восточной Франции, в Италии, на Корсике, частично в Швейцарии, Австрии, Венгрии и на Балканском п-ве, найден также в Польше и в Татрах. С начала тысячелетия пёстрый каменный дрозд снова гнездится в Альгойских Альпах.
На пролете пестрый каменный дрозд может быть встречен в Центральной Азии, в равнинах Средней Азии, в Аравии, Египте, Северной Африке, Сахаре и у атлантических берегов Африки.

## Размножение

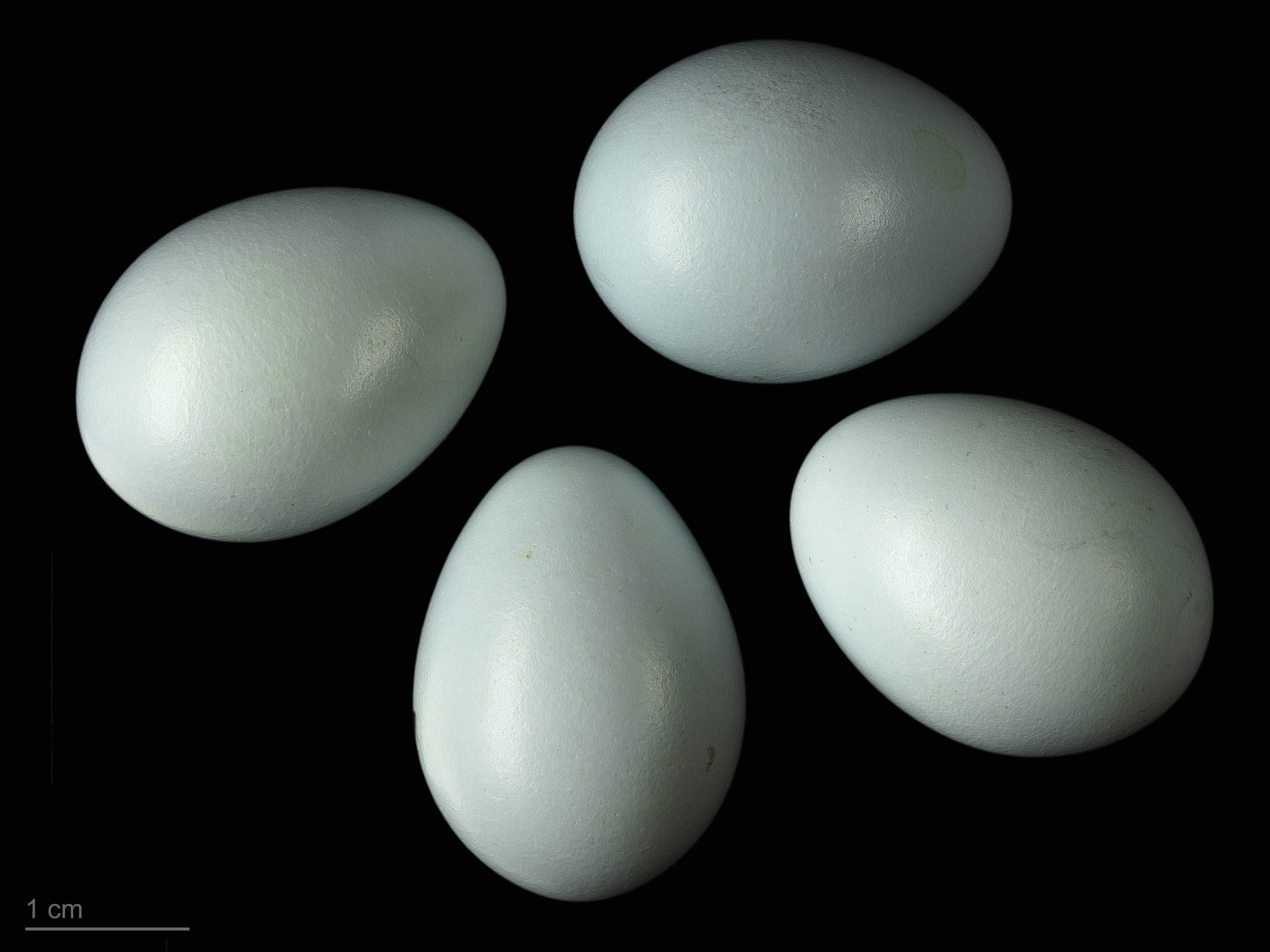
яйцо Monticola saxatilis - Тулузский музеум

В области гнездования можно услышать на скалистых вершинах похожее на флейту пение самца, нередко его слышно также в полёте. Гнездо строится в расщелинах скал, пещерах или нишах стен на высоте до 7 м. Некоторые пары строят гнездо также и на земле. Вход в гнездо, которое представляет собой снаружи запутанную кучу стебельков с чисто выделанной ямкой, внутри гнездо состоит из тоненьких корешков и травинок. Часто вход в гнездо скрыт кустом. Самка высиживает от 4 до 6 яиц голубовато-зеленого цвета. Размер яиц в среднем составляет 25,9×19.5 мм. Длится высиживание от 14 до 16 дней. Выкармливают птенцов оба родителя. Примерно через 14 дней выводок покидает гнездо и затем выкармливается ещё 2 следующие недели. Затем они рассеиваются, чтобы жить вплоть до периода гнездования как одиночки. Поздней осенью самцов узнают по их оперению. Старые самцы имеют до позднего лета пёстрый брачный наряд, а затем сменяют его на скромный зимний наряд.

## Питание
Пёстрый каменный дрозд питается насекомыми и ягодами.